# Le Lion rouge
Le Lion rouge (oder incipit: Pincez tous vos koras, frappez les balafons) ist die Nationalhymne von Senegal. Die Musik wurde von Herbert Pepper komponiert, der Text ist von Léopold Sédar Senghor.

## Französischer Text
Pincez tous vos koras, frappez les balafons. 

Le lion rouge a rugi. 

Le dompteur de la brousse 

D'un bond s'est élancé, 

Dissipant les ténèbres. 

Soleil sur nos terreurs, soleil sur notre espoir. 

Refrain: 

Debout, frères, voici l'Afrique rassemblée 

Fibres de mon cœur vert. 

Épaule contre épaule, mes plus que frères, 

O Sénégalais, debout ! 

Unissons la mer et les sources, unissons la steppe et la forêt ! 

Salut Afrique mère, salut Afrique mère. 

Sénégal toi le fils de l'écume du lion, 

Toi surgi de la nuit au galop des chevaux, 

Rend-nous, oh ! rends-nous l'honneur de nos ancêtres, 

Splendides comme ébène et forts comme le muscle 

Nous disons droits - l'épée n'a pas une bavure. 

Refrain 

Sénégal, nous faisons nôtre ton grand dessein : 

Rassembler les poussins à l'abri des milans 

Pour en faire, de l'est à l'ouest, du nord au sud, 

Dressé, un même peuple, un peuple sans couture 

Mais un peuple tourné vers tous les vents du monde. 

Refrain 

Sénégal, comme toi, comme tous nos héros, 

Nous serons durs sans haine et des deux bras ouverts. 

L'épée, nous la mettrons dans la paix du fourreau, 

Car le travail sera notre arme et la parole. 

Le Bantou est un frère, et l'Arabe et le Blanc. 

Refrain 

Mais que si l'ennemi incendie nos frontières 

Nous serons tous dressés et les armes au poing : 

Un peuple dans sa foi défiant tous les malheurs, 

Les jeunes et les vieux, les hommes et les femmes. 

La mort, oui! Nous disons la mort, mais pas la honte. 

Refrain

## Deutsche Übersetzung
Zupft eure Koras, trommelt die Balafone. 

Der rote Löwe hat gebrüllt. 

Der Herr des Busches 

schwingt sich empor im Sprung 

die Dunkelheit vertreibend. 

es scheine Sonne auf unsere Angst, und Sonne auf unserer Hoffnung. 

Refrain: 

Aufrecht steht – schaut, meine Brüder – das auferstandene Afrika 

Fasern meines grünen Herzens. 

Schulter an Schulter mit euch, die ihr mir mehr als Brüder seid, 

Senegalesen, aufrecht! 

Vereinigt sind das Meer und Quellen, Vereint sind Steppe und Wald! 

Heil dir, Mutter Afrika, Heil dir, Mutter Afrika. 

Senegal, du Sohn des Schaums des Löwen, 

Aufgetaucht aus der Nacht beim Galopp der Pferde, 

Gib uns zurück, oh, gib uns die Ehre unserer Vorfahren zurück! 

Prächtig wie schwarzes Ebenholz und stark wie der Muskel 

Wir sagen es klar und deutlich – das Schwert hat keine Scharte. 

Refrain 

Senegal, machen wir uns deine große Absicht zu eigen: 

Die Küken zum Schutz vor dem Milan zusammentreiben, 

Um aus dem Osten und dem Westen, dem Norden und dem Süden, 

die aufgestanden sind, ein einziges Volk zu machen, ein Volk ohne Naht 

Aber ein Volk, das allen Winden der Welt zugewandt ist. 

Refrain 

Senegal, wie all unsere Helden, 

Wir werden ohne Hass hart sein und haben zwei offene Arme. 

Das Schwert werden wir in den Frieden der Scheide stellen, 

Denn die Arbeit wird unsere Waffe sein und das Wort. 

Der Bantu ist ein Bruder und der Araber und der Weiße. 

Refrain 

Aber wenn der Feind unsere Grenzen anzündet 

Werden wie alle aufstehen und haben die Waffen in der Faust: 

Ein Volk in seinem Glauben, der allem Unglück trotzt, 

Die Jugendlichen und die Alten, die Männer und die Frauen. 

Der Tod, ja! Wir sagen den Tod, aber nicht die Schande. 

Refrain